# 2MASS J02050344+1251422
2MASS J02050344+1251422 ist ein Brauner Zwerg im Sternbild Widder. Er wurde 2000 von J. Davy Kirkpatrick et al. entdeckt. Er gehört der Spektralklasse L5 an.